# Garry Galley
Garry Michael Galley, född 16 april 1963, är en kanadensisk före detta professionell ishockeyspelare som tillbringade 17 säsonger i den nordamerikanska ishockeyligan National Hockey League (NHL), där han spelade för ishockeyorganisationerna Los Angeles Kings, Washington Capitals, Boston Bruins, Philadelphia Flyers, Buffalo Sabres och New York Islanders. Han producerade 600 poäng (125 mål och 475 assists) samt drog på sig 1 218 utvisningsminuter på 1 149 grundspelsmatcher. Galley har tidigare spelat på lägre nivåer för New Haven Nighthawks i American Hockey League (AHL) och Bowling Green Falcons (Bowling Green State University) i National Collegiate Athletic Association (NCAA).
Han draftades i femte rundan i 1983 års draft av Los Angeles Kings som 100:e spelare totalt.
Efter spelarkarriären har han arbetat i både radio och TV rörande kanadensiska NHL-sändningar.

## Statistik
| 1979–1980   | Ottawa Jr. Senators   | CJHL        | 2    | 1   | 0   | 1   | 4    | —  | — | —  | —  | —   |
| 1980–1981   | Gloucester Rangers    | CJHL        | 49   | 18  | 26  | 44  | 103  | —  | — | —  | —  | —   |
| 1981–1982   | Bowling Green Falcons | NCAA        | 42   | 3   | 36  | 39  | 48   | —  | — | —  | —  | —   |
| 1982–1983   | Bowling Green Falcons | NCAA        | 40   | 17  | 29  | 46  | 40   | —  | — | —  | —  | —   |
| 1983–1984   | Bowling Green Falcons | NCAA        | 44   | 15  | 52  | 67  | 61   | —  | — | —  | —  | —   |
| 1984–1985   | Los Angeles Kings     | NHL         | 78   | 8   | 30  | 38  | 82   | 3  | 1 | 0  | 1  | 2   |
| 1985–1986   | Los Angeles Kings     | NHL         | 49   | 9   | 13  | 22  | 46   | —  | — | —  | —  | —   |
|             | New Haven Nighthawks  | AHL         | 4    | 2   | 6   | 8   | 6    | —  | — | —  | —  | —   |
| 1986–1987   | Los Angeles Kings     | NHL         | 30   | 5   | 11  | 16  | 57   | —  | — | —  | —  | —   |
|             | Washington Capitals   | NHL         | 18   | 1   | 10  | 11  | 10   | 2  | 0 | 0  | 0  | 0   |
| 1987–1988   | Washington Capitals   | NHL         | 58   | 7   | 23  | 30  | 44   | 13 | 2 | 4  | 6  | 13  |
| 1988–1989   | Boston Bruins         | NHL         | 78   | 8   | 22  | 30  | 80   | 9  | 0 | 1  | 1  | 33  |
| 1989–1990   | Boston Bruins         | NHL         | 71   | 8   | 27  | 35  | 75   | 21 | 3 | 3  | 6  | 34  |
| 1990–1991   | Boston Bruins         | NHL         | 70   | 6   | 21  | 27  | 84   | 16 | 1 | 5  | 6  | 17  |
| 1991–1992   | Boston Bruins         | NHL         | 38   | 2   | 12  | 14  | 83   | —  | — | —  | —  | —   |
|             | Philadelphia Flyers   | NHL         | 39   | 3   | 15  | 18  | 34   | —  | — | —  | —  | —   |
| 1992–1993   | Philadelphia Flyers   | NHL         | 83   | 13  | 49  | 62  | 115  | —  | — | —  | —  | —   |
| 1993–1994   | Philadelphia Flyers   | NHL         | 81   | 10  | 60  | 70  | 91   | —  | — | —  | —  | —   |
| 1994–1995   | Philadelphia Flyers   | NHL         | 33   | 2   | 20  | 22  | 20   | —  | — | —  | —  | —   |
|             | Buffalo Sabres        | NHL         | 14   | 1   | 9   | 10  | 10   | 5  | 0 | 3  | 3  | 4   |
| 1995–1996   | Buffalo Sabres        | NHL         | 78   | 10  | 44  | 54  | 81   | —  | — | —  | —  | —   |
| 1996–1997   | Buffalo Sabres        | NHL         | 71   | 4   | 34  | 38  | 102  | 12 | 0 | 6  | 6  | 14  |
| 1997–1998   | Los Angeles Kings     | NHL         | 74   | 9   | 28  | 37  | 63   | 4  | 0 | 1  | 1  | 2   |
| 1998–1999   | Los Angeles Kings     | NHL         | 60   | 4   | 12  | 16  | 30   | —  | — | —  | —  | —   |
| 1999–2000   | Los Angeles Kings     | NHL         | 70   | 9   | 21  | 30  | 52   | 4  | 0 | 0  | 0  | 0   |
| 2000–2001   | New York Islanders    | NHL         | 56   | 6   | 14  | 20  | 59   | —  | — | —  | —  | —   |
| NHL totalt  | NHL totalt            | NHL totalt  | 1149 | 125 | 475 | 600 | 1218 | 89 | 7 | 23 | 30 | 119 |
| AHL totalt  | AHL totalt            | AHL totalt  | 4    | 2   | 6   | 8   | 6    | —  | — | —  | —  | —   |
| NCAA totalt | NCAA totalt           | NCAA totalt | 126  | 35  | 117 | 152 | 149  | —  | — | —  | —  | —   |